# Stanley-Cup-Playoffs 1932
Die Playoffs um den Stanley Cup des Jahres 1932 begannen am 24. März 1932 und endeten am 9. April 1932 mit dem 3:0-Erfolg der Toronto Maple Leafs gegen die New York Rangers. Die Maple Leafs errangen damit ihren dritten Titel der Franchise-Geschichte sowie ihren ersten unter diesem Namen, nachdem sie zuvor bereits als Toronto Arenas (1918) und als Toronto St. Patricks (1922) erfolgreich gewesen waren. Die Rangers hingegen bestritten ihr erstes Endspiel seit 1929 und sorgten für das vorletzte Stanley-Cup-Finale, das teilweise auf neutralem Boden ausgetragen wurde; 1950 war dies erneut nötig. Darüber hinaus hatten sie mit Frank Boucher den Topscorer dieser Playoffs in ihren Reihen.

## Modus
Für die Playoffs qualifizierten sich die jeweils drei besten Teams der beiden Divisionen. Die beiden Divisionssieger spielten in einem ersten Halbfinale direkt einen der beiden Finalteilnehmer aus. Die vier übrigen Teams standen sich in zwei Viertelfinals gegenüber, wobei die beiden Divisionszweiten sowie die beiden Divisionsdritten aufeinandertrafen. Die Viertelfinals mündeten schließlich im zweiten Halbfinale, das den zweiten Finalteilnehmer ermittelte. Dabei wurde das erste Halbfinale sowie das Stanley-Cup-Finale im Best-of-Five-Modus ausgetragen, während in der zweiten Halbfinalserie und den beiden Viertelfinalserien grundsätzlich zwei Spiele ausgetragen wurden. In diesen wurde nur die Tordifferenz zum Weiterkommen berücksichtigt, sodass auch Unentschieden möglich waren.
In Serien mit Best-of-Five-Modus hatte das niedriger gesetzte Team in den ersten beiden Spielen Heimrecht, bevor die höher gesetzte Mannschaft drei Heimspiele in Folge bestritt. In Serien mit nur zwei Partien richtete jedes Team ein Heimspiel aus. Anzumerken ist jedoch, das von der dargestellten Verteilung des Heimrechts aus verschiedenen Gründen regelmäßig abgewichen wurde.
Bei Spielen, die nach der regulären Spielzeit von 60 Minuten unentschieden blieben, folgte die Overtime. Sie endete durch das erste erzielte Tor (Sudden Death). Von dieser Regelung ausgenommen waren die Viertelfinalspiele sowie das zweite Halbfinale, die allesamt Unentschieden enden konnten und nur in die Overtime gingen, sofern die Tordifferenz am Ende des zweiten Spiels keinen Sieger hervorgebracht hatte.

## Qualifizierte Teams
| Canadian Division - (C1) Canadiens de Montréal - (C2) Toronto Maple Leafs - (C3) Montreal Maroons | American Division - (A1) New York Rangers - (A2) Chicago Black Hawks - (A3) Detroit Falcons |

## Playoff-Baum
|  | Viertelfinale | Viertelfinale         | Viertelfinale       |                  |                     | Halbfinale | Halbfinale       | Halbfinale |  |  | Stanley-Cup-Finale | Stanley-Cup-Finale | Stanley-Cup-Finale |
|  |               |                       |                     |                  |                     |            |                  |            |  |  |                    |                    |                    |
|  |               |                       |                     |                  |                     |            |                  |            |  |  |                    |                    |                    |
|  |               |                       |                     |                  |                     |            |                  |            |  |  |                    |                    |                    |
|  | C1            | Canadiens de Montréal | 1                   |                  |                     |            |                  |            |  |  |                    |                    |                    |
|  | C1            | Canadiens de Montréal | 1                   |                  |                     |            |                  |            |  |  |                    |                    |                    |
|  |               |                       | A1                  | New York Rangers | 3                   |            |                  |            |  |  |                    |                    |                    |
|  |               |                       |                     | New York Rangers | 3                   |            |                  |            |  |  |                    |                    |                    |
|  |               |                       |                     |                  |                     |            |                  |            |  |  |                    |                    |                    |
|  |               |                       |                     |                  |                     |            |                  |            |  |  |                    |                    |                    |
|  |               |                       |                     |                  |                     | A1         | New York Rangers | 0          |  |  |                    |                    |                    |
|  |               | C2                    | Toronto Maple Leafs | 3                |                     |            |                  |            |  |  |                    |                    |                    |
|  | C2            | Toronto Maple Leafs   | 16                  |                  |                     |            |                  |            |  |  |                    |                    |                    |
|  | A2            | Chicago Black Hawks   | 12                  |                  |                     |            |                  |            |  |  |                    |                    |                    |
|  | A2            | Chicago Black Hawks   | 12                  | C2               | Toronto Maple Leafs | 14         |                  |            |  |  |                    |                    |                    |
|  |               |                       |                     | C2               | Toronto Maple Leafs | 14         |                  |            |  |  |                    |                    |                    |
|  |               |                       | C3                  | Montreal Maroons | 03                  |            |                  |            |  |  |                    |                    |                    |
|  | C3            | Montreal Maroons      | C3                  | Montreal Maroons | 03                  | 13         |                  |            |  |  |                    |                    |                    |
|  | C3            | Montreal Maroons      |                     |                  |                     |            |                  |            |  |  |                    |                    |                    |
|  | A3            | Detroit Falcons       | 01                  |                  |                     |            |                  |            |  |  |                    |                    |                    |

## Viertelfinale

### (C2) Toronto Maple Leafs – (A2) Chicago Black Hawks
| 27. März 1932 | Chicago Black Hawks Gerry Lowrey (47:12) | 1:0 (0:0, 0:0, 1:0) Spielbericht Stand: 1:0 | Toronto Maple Leafs | Chicago Stadium, Chicago, Illinois |

| 29. März 1932 | Toronto Maple Leafs Hap Day (8:32) Charlie Conacher (9:55) Bob Gracie (26:07) Charlie Conacher (32:47) Frank Finnigan (36:06) Harold Cotton (59:35) | 6:1 (2:0, 3:0, 1:1) Spielbericht Stand: 1:1 Tordifferenz 6:2 | Chicago Black Hawks Art Coulter (49:50) | Maple Leaf Gardens, Toronto, Ontario |

### (A3) Detroit Falcons – (C3) Montreal Maroons
| 27. März 1932 | Detroit Falcons John Sorrell (11:10) | 1:1 (1:0, 0:1, 0:0) Spielbericht Stand: 0:0 | Montreal Maroons Baldy Northcott (21:00) | Detroit Olympia, Detroit, Michigan |

| 29. März 1932 | Montreal Maroons Jimmy Ward (38:00) Hooley Smith (59:29) | 2:0 (0:0, 1:0, 1:0) Spielbericht Stand: 1:0 Tordifferenz: 3:1 | Detroit Falcons | Forum de Montréal, Montréal, Québec |

## Halbfinale

### (C1) Canadiens de Montréal – (A1) New York Rangers
| 24. März 1932 | Canadiens de Montréal Howie Morenz (15:55) Aurèle Joliat (21:17) Johnny Gagnon (47:00) Pit Lépine (55:11) | 4:3 (1:1, 1:1, 2:1) Spielbericht Stand: 1:0 | New York Rangers Bun Cook (18:57) Bill Cook (28:12) Bill Cook (56:57) | Forum de Montréal, Montréal, Québec |

| 26. März 1932 | Canadiens de Montréal Wildor Larochelle (5:48) Aurèle Joliat (22:31) Armand Mondou (43:33) | 3:4 n. V. (1:0, 1:1, 1:2, 0:0, 0:0, 0:1) Spielbericht Stand: 1:1 | New York Rangers Earl Seibert (30:55) Butch Keeling (44:24) Ching Johnson (48:20) Bun Cook (119:32) | Forum de Montréal, Montréal, Québec |

| 27. März 1932 | New York Rangers Ehrhardt Heller (22:08) | 1:0 (0:0, 1:0, 0:0) Spielbericht Stand: 2:1 | Canadiens de Montréal | Madison Square Garden, New York City, New York |

| 29. März 1932 | New York Rangers Ehrhardt Heller (28:54) Ehrhardt Heller (32:01) Bill Cook (32:21) Cecil Dillon (51:36) Butch Keeling (59:14) | 5:2 (0:0, 3:2, 2:0) Spielbericht Stand: 3:1 | Canadiens de Montréal Wildor Larochelle (37:22) Albert Leduc (39:10) | Madison Square Garden, New York City, New York |

### (C2) Toronto Maple Leafs – (C3) Montreal Maroons
| 31. März 1932 | Montreal Maroons Dave Trottier (46:00) | 1:1 (0:1, 0:0, 1:0) Spielbericht Stand: 0:0 | Toronto Maple Leafs Charlie Conacher (16:58) | Forum de Montréal, Montréal, Québec |

| 2. April 1932 | Toronto Maple Leafs Red Horner (3:21) Hap Day (49:02) Bob Gracie (77:59) | 3:2 n. V. (1:0, 0:1, 1:1, 1:0) Spielbericht Stand: 1:0 Tordifferenz: 4:3 | Montreal Maroons Jimmy Ward (37:26) Hooley Smith (41:06) | Maple Leaf Gardens, Toronto, Ontario |

## Stanley-Cup-Finale

### (A1) New York Rangers – (C2) Toronto Maple Leafs
| 5. April 1932 | New York Rangers Bun Cook (17:25) Cecil Dillon (38:20) Ching Johnson (42:35) Bun Cook (46:30) | 4:6 (1:1, 1:4, 2:1) Spielbericht Stand: 0:1 | Toronto Maple Leafs Hap Day (4:25) Busher Jackson (23:35) Busher Jackson (30:20) Charlie Conacher (30:50) Busher Jackson (37:05) Red Horner (58:32) | Madison Square Garden, New York City, New York |

| 7. April 1932 | New York Rangers Bun Cook (3:53) Doug Brennan (21:00) | 2:6 (1:0, 1:2, 0:4) Spielbericht Stand: 0:2 | Toronto Maple Leafs Busher Jackson (22:06) Charlie Conacher (28:58) King Clancy (41:49) Charlie Conacher (49:56) King Clancy (50:51) Harold Cotton (57:10) | Boston Garden, Boston, Massachusetts Anm. |

| 9. April 1932 | Toronto Maple Leafs Andy Blair (5:39) Andy Blair (6:11) Busher Jackson (30:57) Frank Finnigan (48:56) Ace Bailey (55:07) Bob Gracie (57:36) | 6:4 (2:0, 1:1, 3:3) Spielbericht Stand: 3:0 | New York Rangers Frank Boucher (35:24) Bun Cook (56:32) Frank Boucher (58:26) Frank Boucher (59:26) | Maple Leaf Gardens, Toronto, Ontario |

### Stanley-Cup-Sieger
| Stanley-Cup-Sieger Toronto Maple Leafs | Torhüter: Lorne Chabot Verteidiger: King Clancy, Hap Day (C), Red Horner, Alex Levinsky, Fred Robertson Angreifer: Ace Bailey, Andy Blair, Charlie Conacher, Harold Cotton, Harold Darragh, Frank Finnigan, Bob Gracie, Busher Jackson, Earl Miller, Joe Primeau Cheftrainer: Dick Irvin General Manager: Conn Smythe |

## Beste Scorer
Abkürzungen: GP = Spiele, G = Tore, A = Assists, Pts = Punkte, PIM = Strafminuten; Fett: Bestwert
| Spieler          | Team       | GP | G | A | Pts | PIM |
| ---------------- | ---------- | -- | - | - | --- | --- |
| Frank Boucher    | NY Rangers | 7  | 3 | 6 | 9   | 0   |
| Bun Cook         | NY Rangers | 7  | 6 | 2 | 8   | 12  |
| Charlie Conacher | Toronto    | 7  | 6 | 2 | 8   | 6   |
| Busher Jackson   | Toronto    | 7  | 5 | 2 | 7   | 13  |
| Hap Day          | Toronto    | 7  | 3 | 3 | 6   | 6   |
| Bill Cook        | NY Rangers | 7  | 3 | 3 | 6   | 2   |
| Joe Primeau      | Toronto    | 7  | 0 | 6 | 6   | 2   |
| Frank Finnigan   | Toronto    | 7  | 3 | 2 | 5   | 8   |
| Bob Gracie       | Toronto    | 7  | 3 | 1 | 4   | 0   |
| Ehrhardt Heller  | Toronto    | 7  | 3 | 1 | 4   | 8   |

## Beste Torhüter
Die kombinierte Tabelle zeigt die drei besten Torhüter in der Kategorie Gegentorschnitt sowie den jeweils Führenden in Shutouts und Siegen.
Abkürzungen: GP = Spiele, Min = Eiszeit (in Minuten), W = Siege, L = Niederlagen, T = Unentschieden, GA = Gegentore, SO = Shutouts, GAA = Gegentorschnitt; Fett: Bestwert; Sortiert nach Gegentorschnitt.
Erfasst werden nur Torhüter mit 120 absolvierten Spielminuten.
| Spieler         | Team          | GP | Min    | W | L | T | GA | SO | GAA  |
| --------------- | ------------- | -- | ------ | - | - | - | -- | -- | ---- |
| Flat Walsh      | Montreal Mar. | 4  | 257:59 | 1 | 1 | 2 | 5  | 1  | 1,16 |
| Alex Connell    | Detroit       | 2  | 120:00 | 0 | 1 | 1 | 3  | 0  | 1,50 |
| Lorne Chabot    | Toronto       | 7  | 437:59 | 5 | 1 | 1 | 15 | 0  | 2,05 |
| Chuck Gardiner  | Chicago       | 2  | 120:00 | 1 | 1 | 0 | 6  | 1  | 3,00 |
| John Ross Roach | NY Rangers    | 7  | 479:32 | 3 | 4 | 0 | 27 | 1  | 3,38 |